# Ependymoblast
Ependymoblasten zijn embryonale ependymcellen, die ependymcellen en plexus-choroideuscellen vormen. De ependymoblasten blijven in de ventriculaire zone. Spongioblasten, die zich met twee lange uitlopers uitstrekken tussen het lumen van de neurale buis en het buitenoppervlak kunnen ook differentiëren tot ependymoblasten. 

## Klinische betekenis
Bij een foetus kan een ependymoblastoom (bepaald type perifere primitieve neuro-ectodermale tumor) als een kwaadaardige tumor voorkomen die ontstaat uit een ependymoblast. Deze cellen zouden zich eigenlijk moeten ontwikkelen tot normale zenuwcellen, maar om nog onbekende reden ontwikkelen zij zich tot tumorcellen. Het is een zeldzame tumor, die meestal voorkomt bij kinderen en jongvolwassenen onder de 25 jaar. De algehele overlevingskans na 5 jaar is ongeveer 53%.